# جایزه خوابیائو
جایزه فیلم خوابیائوی چین (چینی ساده: 中国电影华表奖; پین‌یین: Zhōngguó Diànyǐng Huábiǎo Jiǎng) که به‌طور ساده‌تر با عنوانِ «جایزه خوابیائو» شناخته می‌شود، یک جایزه سینمایی است که از سال ۱۹۵۷ میلادی، به‌طور سالیانه در کشور چین اهدا می‌شود.
خوابیائو در زبان چینی به معنای «ستون بالدار مرمرین» است که در معماری سنتی چینی کاربرد دارد و تندیس این جایزه هم به صورت یک ستون بالدار است که همه‌ساله طی مراسمی توسط «وزارت فرهنگ چین» به برترین دستاوردهای سینمایی این کشور اعطا می‌شود و بالاترین افتخار برای فیلم‌های چینی محسوب می‌شود.
بیستمین دورهٔ این جشنواره در ۲۷ آوریل ۲۰۲۵ در شهر چینگ‌دائو برگزار شد.